# Linia Schuster

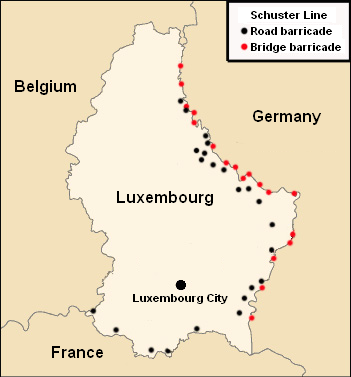

Linia Schuster a fost o linie de fortificații ridicate în Luxemburg cu puțin timp mai înainte de izbucnirea celei de-a doua conflagrații mondiale. Fortificațiile au fost numite după antreprenorul care a fost însărcinat cu ducerea la îndeplinire a proiectului, Joseph Schuster. 
Linia era constituită în principal din blocuri din beton și porți metalice la podurile de la frontiera cu Germania. În adâncimea teritoriului luxemburghez, existau blocaje pe unele dintre drumurile care duceau spre Franța și Germania. Linia Schuster nu a influențat prea mult înaintarea Wehrmachtului. Porțile metalice au fost pur și simplu dărâmate, iar blocurile de beton au fost depășite cu ajutorul unor rampe peste care mijloacele auto le-au traversat cu relativă ușurința. În cazul altor blocuri din beton, geniștii germani le-au aruncat în aer. 